# XVIII Batalion Saperów
XVIII batalion saperów (XVIII bsap) – pododdział saperów Armii Hallera i  Wojska Polskiego w II Rzeczypospolitej.

## Dzieje batalionu
XVIII baon powstał w 1918 na ziemi francuskiej, jako 4 pułk inżynieryjny. Tworzyli go jeńcy – Polacy z armii zaborczych. Po reorganizacji pułku w batalion został przydzielony do 7 Dywizji Piechoty Armii gen. Hallera, z którą latem 1919 powrócił do kraju. Przed wyruszeniem na front baon otrzymał nowy numer – XVIII.
W sierpniu 1920 XVIII batalion wyróżnił się w walkach w składzie 18 Dywizji Piechoty, wtedy to pod Płońskiem stoczono zaciętą, zwycięską bitwę z silnymi oddziałami bolszewickimi.  Następnie, po zajęciu Ciechanowa, dwa plutony obsadziły improwizowany pociąg pancerny, który pod Mławą zdobył ogromną kolumnę bolszewickich taborów. Reszta baonu zdobyła Mławę przy stracie kilku zabitych i kilkunastu rannych. 
W 1921 baon został włączony w skład 1 pułku saperów Legionów w Modlinie. W 1929, w następstwie reorganizacji wojsk saperskich, batalion został rozformowany.

## Dowódcy batalionu
- kpt. Konstanty Skąpski (III – X 1921)
- kpt. Józef Staszewski (p.o. 1924[2])
- mjr SG Maciej Romer (od 15 X 1925)
- mjr Jan Monkiewicz (od 23 XII 1927[3][4])